# خرخاشة جرداء
خرخاشة جرداء (الاسم العلمي:Rhinanthus glaber) هي نوع من النباتات يتبع جنس الخرخاشة من الفصيلة الهالوكية.